# Alisher Odilov
Alisher Odilov (* 15. Juli 2001) ist ein usbekischer Fußballspieler.

## Karriere

### Verein
Odilov begann seine Karriere bei Paxtakor Taschkent. Zur Saison 2021 wurde er an den Zweitligisten FK Olympic Tashkent verliehen. Während der Leihe kam er zu 19 Zweitligaeinsätzen, in denen er zehnmal traf. Mit Olympic stieg er in die Oʻzbekiston Superligasi auf, woraufhin er fest verpflichtet wurde. Im März 2022 gab er dann sein Debüt in der höchsten usbekischen Spielklasse. In der Saison 2022 kam er insgesamt zu 24 Einsätzen, in denen er zweimal traf. In der Saison 2023 erzielte er sechs Tore in 23 Einsätzen.
Nach weiteren zwölf Einsätzen in der Saison 2024 wechselte Odilov im August 2024 nach Russland zu Erstligaaufsteiger FK Chimki.

### Nationalmannschaft
Odilov nahm 2022 mit der usbekischen U-23-Auswahl an der Heim-Asienmeisterschaft teil. Während des Turniers kam er in vier der sechs Spiele zum Einsatz, Usbekistan wurde Zweiter. 2023 wiederum nahm er mit seinem Land an den Asienspielen teil. Odilov absolvierte alle sechs Partien und erzielte zwei Tore; Usbekistan wurde Dritter. 2024 nahm er mit Usbekistans U-23 erneut an der Asienmeisterschaft teil, die das Land erneut als Zweiter beendete.
Durch dieses Abschneiden war Usbekistan auch für die Olympischen Spiele in Paris im selben Jahr qualifiziert, für die Odilov ebenfalls nominiert wurde. Bei Olympia kam er in zwei Partien zum Zug und traf einmal, Usbekistan schied bereits in der Vorrunde aus.